# Taťána Kuchařová

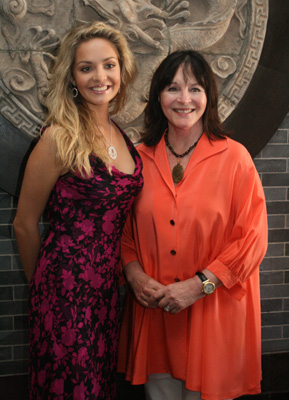
Taťána Kuchařová och Miss Worlds ordförande Julia Morley.

Taťána Kuchařová, född 23 december 1987 i Trnava, är en tjeckisk fotomodell, skådespelerska, dansare och skönhetsdrottning. Hon utsågs till Miss World den 30 september 2006.